# Anna Brzezińska (író)
Anna Brzezińska (Opole, 1971 –) lengyel történész, háromszoros Janusz A. Zajdel-díjas fantasy író. Az internetes álneve: Sigrid.

## Élete
Anna Brzezińska 1971-ben született Opole városában. Történészi diplomáját a II. János Pál Lublini Katolikus Egyetemen szerezte, majd a budapesti Közép-európai Egyetemen doktorált középkortudományból. Grzegorz Wiśniewski sci-fi-író felesége, jelenleg Varsóban él.
1998-ban debütált A kochał ją, że strach című elbeszélésével, melyért ebben az évben megkapta a Janusz A. Zajdel-díjat. 2000-ben a Żmijowa harfa című regényéért, 2004-ben a Wody głębokie jak niebo című elbeszéléséért díjazták. Az Agencja Wydawnicza RUNA kiadó társtulajdonosa.

## Művei

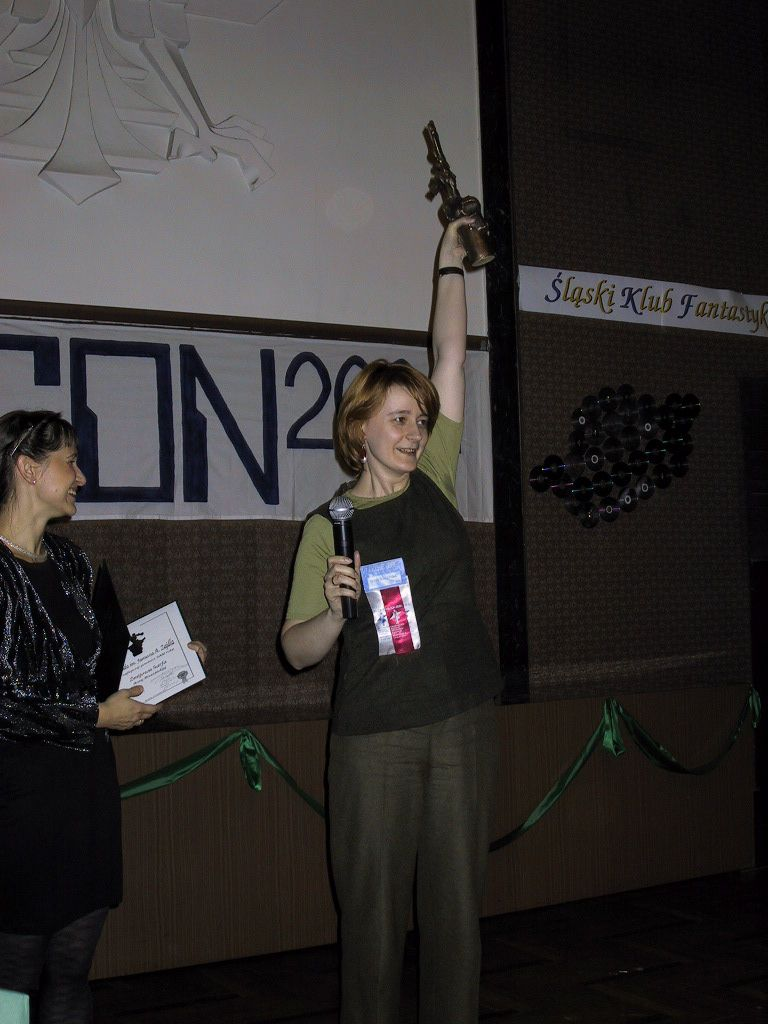
Anna Brzezińska 2001-ben

- Wiedźma z Wilżyńskiej Doliny (Wilżyńska Dolina, 2010)
- Letni deszcz. Sztylet (Saga o zbóju Twardokęsku, 2009)
- Na ziemi niczyjej (Wielka Wojna; Grzegorz Wiśniewskivel közösen, 2008)
- Za króla, ojczyznę i garść złota (Wielka Wojna; Grzegorz Wiśniewskivel közösen, 2007)
- Plewy na wietrze (Saga o zbóju Twardokęsku, a Zbójecki gościniec javított és bővített változata, 2006)
- Wody głębokie jak niebo (elbeszéléskötet, 2005)
- Letni deszcz. Kielich (Saga o zbóju Twardokęsku, 2004)
- Opowieści z Wilżyńskiej Doliny (Wilżyńska Dolina; 2002)
- Żmijowa harfa (Saga o zbóju Twardokęsku, 2000; javított változat: 2007)
- Zbójecki gościniec (Saga o zbóju Twardokęsku, 1999)